# 天主教阿拉瓜亞的康塞桑教區
天主教阿拉瓜亞的康塞桑教區（拉丁語：Dioecesis Sanctissimae Conceptionis de Araguaya），是巴西一個天主教教區，位於帕拉州東南部。屬貝倫總教區。
1911年7月18日設自治監督區，1969年12月20日教座轉移到馬拉巴。1976年3月27日復設，1979年10月16日升為教區。2010年有教友225,000人，佔總人口77.3%。有十個堂區、司鐸廿一人。現任教區主教為道明·馬利·若望·德尼·尤。